# Gove Airport
Gove Airport är en flygplats i Australien. Den ligger i kommunen East Arnhem och territoriet Northern Territory, omkring 650 kilometer öster om territoriets huvudstad Darwin.
Trakten runt Gove Airport är nära nog obefolkad, med mindre än två invånare per kvadratkilometer.. Närmaste större samhälle är Nhulunbuy, omkring 10 kilometer nordväst om Gove Airport. 
I omgivningarna runt Gove Airport växer huvudsakligen savannskog. Genomsnittlig årsnederbörd är 1 218 millimeter. Den regnigaste månaden är mars, med i genomsnitt 315 mm nederbörd, och den torraste är september, med 3 mm nederbörd.